# Silberstadt-Arena
Silberstadt-Arena – wielofunkcyjny stadion w Schwazu, w Austrii. Obiekt może pomieścić 3000 widzów. Swoje spotkania rozgrywają na nim piłkarze klubu SC Schwaz. 1 czerwca 2018 roku na stadionie odbył się mecz towarzyski piłkarskich reprezentacji narodowych Gruzji i Malty (1:0).